# قیس بن سعد
قیس بن سعد بن عباده خَزرَجی از انصار صحابهٔ محمد پیامبر اسلام و فرزند سعد بن عباده رهبر و بزرگ قبیلهٔ خزرج بود.
قیس در بسیاری از جنگ‌های دوران محمد بن عبدالله و علی بن ابی طالب و حسن بن علی شرکت داشت و از جمله در فتح مکه از فرماندهان سپاه اسلام به شمار می‌رفت. وی در دوران خلافت علی بن ابی‌طالب مدتی به حکومت مصر و سپس به حکومت آذربایجان منصوب شد. او در هر سه جنگ جمل، نهروان و صفین حضور داشت و در جریان درگیری حسن بن علی و معاویه بن ابی‌سفیان از فرماندهان سپاه حسن بن علی بود. قیس در سال ۳۸ هجری در جنگ نهروان فرمانده صحابه سپاه علی بن ابی طالب که ۸۰۰ نفر از یاران و صحابه محمد پیامبر اسلام بود. قیس به سال ۶۰ (قمری) در هفتاد و سه سالگی درگذشت.
هنگامی که پدرش به وی گفت پذیرفتن ولایت علی واجب بود، قیس گفت:«تو این سخن را از رسول خدا شنیدی و طلب خلافت کردی و اصحابت گفتند یک امیر از ما و یک امیر از شما؛ به خدا با تو سخن نخواهم گفت». 
درباره تاریخ مرگ و مکان دفن قیس اختلاف وجود دارد. تاریخ وفات او را در سال آخر خلافت معاویه، سال ۶۰ قمری و سال ۸۵ قمری ذکر کرده‌اند. در استیعاب مکان دفن او مدینه و در اعلام زرکلی تفلیس  یا سیمره ذکر شده است. بر اساس قول اخیر قیس از بیم معاویه در سال ۵۸ قمری به تفلیس یا در غاری از منطقه سیمره  گریخته و در سال ۸۵ قمری در ولایت عبدالملک بن مروان درگذشته است.
نوادگان قیس در عراق به القیسی معروف هستند.